# Раевский, Аркадий Александрович
Аркадий Александрович Раевский (1849—1916) — русский  учёный в области ветеринарии, общей патологии и эпизоотологии, магистр ветеринарных наук (1873), доктор медицины (1884), ординарный профессор (1881), член-корреспондент ИМХА. Директор Харьковского ветеринарного института (1884—1904).

## Биография
Родился 2 апреля 1849 года в Воронеже.
В 1870 году окончил ветеринарное отделение Императорскую медико-хирургическую академию с золотой медалью и получил звание ветеринарный врач. С 1870 по 1872 год для усовершенствования своих знаний был оставлен при ИМХА и в 1873 году защитил диссертацию по теме: «О росте и строении копыт у домашних животных» с присвоением учёной степени магистр ветеринарных наук. С 1873 по 1875 год находился в заграничной командировке проходя обучение в Страсбургском университете.
С 1875 года на педагогической работе в ИМХА: был назначен адъюнкт-профессором по кафедре общей патологии и патологической анатомии при ветеринарном отделении, в 1879 году был удостоен учёного звания экстраординарный профессор,  в 1881 году — ординарным профессором по ветеринарному отделению. С 1875 по 1884 год — заведующий кафедрой эпизоотологии, был организатором при кафедре специальной лаборатории по эпизоотологии и общей патологии, а также бактериологической лаборатории при ветеринарном отделении. С 1882 года от Императорского Вольного экономического общества находился в научной командировке в Париже для изучения предохранительных сибиреязвенных прививок открытых Луи Пастером.
В 1884 году после защиты диссертации и получения степени доктора медицины, А. А. Раевский был назначен директором Харьковского ветеринарного института которым руководил до 1904 года.

### Научно-педагогическая деятельность
Основная научно-педагогическая деятельность А. А. Раевского была связана с вопросами в области микробиологии, гистологии, ветеринарной эпизоотологии и патологической анатомии.
А. А. Раевский являлся автором одного из первых научных трудов по ветеринарии в России, был одним из инициаторов реформирования высшего ветеринарного образования в Российской империи и инициатором изготовления вакцин против инфекционных болезней у животных, в том числе против сибирской язвы
Скончался 28 ноября 1916 года в Харькове.